# إيرا كولمان
إيرا كولمان (بالسويدية: Ira Coleman؛ بالإنجليزية: Ira Coleman) هو عازف جاز سويدي وأمريكي، ولد في 29 أبريل 1956 في ستوكهولم في السويد.

## وصلات خارجية
- إيرا كولمان على موقع ميوزك برينز (الإنجليزية)
- إيرا كولمان على موقع أول ميوزيك (الإنجليزية)
- إيرا كولمان على موقع ديسكوغز (الإنجليزية)